# Bernardo Hernández González
Bernardo Hernández González (Salamanca, 29 de diciembre de 1970) es un emprendedor, inversor ángel y ejecutivo español del sector tecnológico. Fue CEO de la empresa emergente tecnofinanciera española Verse, director de Flickr en Yahoo! y, anteriormente, director de producto de Google. En la actualidad gestiona su propia sociedad de inversión Solón Inversiones. Ha participado, solo o junto a otros socios, en algunas compañías tecnológicas en España, entre las que se incluyen Tuenti, Idealista, Glovo, Wallapop, Fever, y Citibox, entre otras. 
Ha recibido el Premio Nacional de Innovación 2023 en su categoría de trayectoria profesional, premio otorgado por el Ministerio de Ciencia e Innovación del Gobierno de España.

## Biografía

### Estudios
Estudió el bachillerato en el Instituto Fray Luis de León (Salamanca). Se licenció en Ciencias Económicas y Empresariales (con la especialidad de Finanzas) en 1993 en la ICADE, facultad adscrita a la Universidad Pontificia de Comillas (Madrid). Tras ello, cursó un máster en Finanzas en el Boston College, que finalizó en 1995. Cuenta además con el título de Chartered Financial Analyst (CFA). En 2010 recibió, junto al arquitecto Nicholas Negroponte, el título de doctor honoris causa en Arquitectura y Tecnología por la Universidad Camilo José Cela.

### Trayectoria profesional
Comenzó su carrera como analista y gestor de activos en compañías como Fidelity Investments, BBVA y Putnam Investments. En el 2000 fundó su primera startup, idealista. Desde entonces ha participado en otras compañías como business angel, entre otras: Tuenti, Glovo, Fever, Paack, Citibox y Wallapop. Desde 2015 hasta 2022 fue fundador y CEO de Verse, una aplicación de pagos que en junio de 2020 fue adquirida por el gigante americano Block, anteriormente conocido como Square.
Empezó a trabajar en Google en 2005 donde asumió distintas responsabilidades a nivel mundial en los departamentos de Marketing y Producto. En su etapa en Google dirigió la adquisición y posteriormente dirigió el equipo de Zagat hasta dejar Google en mayo de 2013. Fue CEO de Flickr y vicepresidente senior de Producto de Yahoo desde 2013 hasta el verano del 2015. 
En la actualidad vive en Madrid con su familia, donde dirige su propio fondo de capital riesgo, Solón Ventures. Es miembro del Consejo de Administración de Mapfre USA en Boston, asesor de SandboxAQ, asesor de OpenChip y miembro del patronato de la Fundación Princesa de Girona para la Casa Real Española.
Es miembro de varios consejos asesores como el Instituto Franklin en España, StartUp Spain, Alumni Universidad de Salamanca y fue asesor sénior para PWC España desde 2018 a 2023. Fue miembro del patronato de la Fundación James Beard en Nueva York, y del Consejo de Administración de Desigual en Barcelona hasta 2018.
En mayo de 2011, fue nombrado miembro del jurado de los Premios Princesa de Asturias para Ciencias y Tecnología, puesto que sigue desempeñando en la actualidad.
Ha recibido premios como el Premio Nacional de Innovación 2023, el premio de Emprendedor del Año de la Fundación Santander y el premio a la mejor carrera profesional por la Asociación ICADE. Ha sido incluido en la lista de las personas más influyentes en diversos ámbitos publicada por El Mundo o la revista Forbes. En 2013 fue Hombre del Año por la revista GQ por su labor emprendedora en tecnología y en 2018 recibió el Premio LGTBIQ Empresa Alan Turing.

## Compañías
Hernández ha participado en varias compañías, muchas de estas a través de su fondo de capital riesgo, Solón Inversiones:
- idealista.com: fundó esta compañía junto a Jesús Encinar.  [13]
- Tuenti: fue uno de los primeros inversores y ocupó el cargo de presidente del Consejo de Administración hasta la venta de la compañía a Telefónica.[14]
- Fever: primer inversor, miembro del consejo de administración y mayor inversor privado no institucional. [13][15]
- Wallapop: inversor en las rondas tempranas de la compañía. [13]
- Glovo: inversor en las rondas tempranas de la compañía.[16]
- StepOne: presidente y fundador. StepOne ayuda a empresas españolas de tecnología a entrar en el mercado estadounidense.[15]
- Bodaclick: miembro del consejo de administración desde su salida al Mercado Alternativo Bursátil (MAB).[17]
- 11870.com: accionista. [15]
- ermes: presidente y fundador. [18]
- verse: CEO. [13]
- Citibox: consejero e inversor. [19]
- Paack: inversor. [19]
- Pensero AI: Cofundador.